# Vladko Maček
Vladko Maček (Jastrebarsko, 20 de junio de 1879-Washington D. C., 15 de mayo de 1964), político croata de la primera mitad del siglo XX y vicepresidente de Yugoslavia en vísperas de la Segunda Guerra Mundial. Dirigió el Partido Campesino Croata (HSS), el más importante de la región, desde la muerte de Stjepan Radić y durante la Segunda Guerra Mundial.
Figura destacada de la política yugoslava entre la muerte de Radić y la invasión del país en 1941, fue uno de los artífices del acuerdo con la regencia que estableció una Croacia autónoma poco antes del estallido de la Segunda Guerra Mundial, que debía calmar las tensiones serbo-croatas en el país. Hubo de enfrentarse al complicado periodo político de la dictadura real del soberano Alejandro I de Yugoslavia, la Gran Depresión y el agravamiento de los problemas nacionalistas del país.
Dispuesto al utilizar métodos legales e ilegales para lograr lo que consideraba intereses croatas, llegó a acuerdos con la oposición serbia al Gobierno y defendió reformas democráticas. A diferencia de otros dirigentes nacionalistas croatas, Maček se mostró dispuesto a sopesar otras soluciones a la insatisfacción croata además de la independencia.
Durante la guerra mantuvo gran pasividad, siendo encarcelado temporalmente por el régimen ustacha en el  campo de concentración de Jasenovac. Tras la contienda, se exilió en los Estados Unidos.

## Juventud
Maček nació en el seno de una familia checo-eslovena, en el pueblo de Kupinec, cerca de Jastrebarsko, al suroeste de Zagreb. En 1903 se licenció en leyes  por la Universidad de Zagreb. Tras trabajar como abogado y juez, estableció su propio bufete en 1908 en Sv. Ivan Zelina.
Maček se afilió al Partido Campesino Croata desde su fundación. Tras la Primera Guerra Mundial, durante la que fue llamado a filas en el Ejército austrohúngaro, fue un colaborador cercano del dirigente del partido, Stjepan Radić. Fue arrestado en 1919 por organizar un referéndum contrario a la unión yugoslava en nombre de su partido. Hasta 1928 desempeña el cargo de vicepresidente del partido.
Tras la visita de este a la Unión Soviética y el ingreso del partido en la Internacional Campesina, Maček fue arrestado por las autoridades yugoslavas. Elegido diputado durante su estancia en prisión, la entrada en el Gobierno de su partido facilitó su liberación a los pocos meses.

## Al frente del HSS

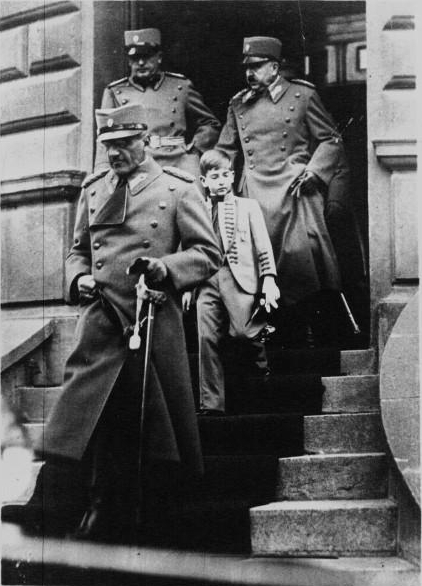
El monarca yugoslavo Alejandro, seguido de su hijo Pedro en 1932, durante la dictadura real. Maček acogió esta con alivio al comienzo, pero pronto las medidas de unificación forzosa impuestas por el soberano le volvieron hostil; el régimen real lo encarceló en varias ocasiones.

Maček se convirtió en el dirigente del partido a la muerte de Radić (8 de agosto de 1928), asesinado. Los días 5 y 6 de enero de 1929, tras la renuncia del gabinete de Anton Korošec, que no había logrado apaciguar la situación agudizada por el asesinato, Maček fue recibido por el rey, y expuso sus condiciones para que el Partido Campesino aceptase el Estado yugoslavo y se aviniese a colaborar con el Gobierno central. Maček exigió una nueva constitución federal que dividiese el país en 7 unidades administrativas cada una con su propio parlamento, con capacidad de legislar en comercio y finanzas internas y educación. Además, cada entidad controlaría los servicios de comunicación de correos y telégrafos y contaría con un ejército separado formado por reclutas de su región, que quedaría bajo control del parlamento autónomo. Las condiciones le parecieron al rey inaceptables (especialmente las referidas a las fuerzas armadas) y el mismo día proclamó la dictadura real.
Tras aceptar en principio la dictadura del rey por la anulación de la constitución de 1921 y la posibilidad de que constituyese una oportunidad para discutir el modelo de Estado, pronto se convirtió en uno de los más destacados oponentes del rey Alejandro y del nuevo régimen, al ser su partido disuelto como los demás y las antiguas fronteras de las provincias croatas borradas por la reorganización administrativa del rey.
Fue arrestado en diciembre de 1929. Juzgado en la primavera de 1930 por ensalzamiento del terrorismo independentista, fue absuelto. Tras el asesinato en febrero del año siguiente de su consejero Milan Šufflay por matones bajo protección de la policía, la oposición al régimen fue total. En 1931 pasó seis meses en prisión.
En noviembre de 1932, firmó, junto con otros dirigentes del partido, los «puntos de Zagreb», un manifiesto redactado por el antiguo miembro del Comité Yugoslavo y primer ministro de Exteriores del país, Ante Trumbić, y rubricado por varios partidos como el Demócrata Independiente, en el que se criticaba duramente al Estado, considerado instrumento de la hegemonía serbia y de destrucción de los valores e instituciones croatas. Los firmantes exigías la vuelta al sistema parlamentario, la redacción de una nueva constitución aprobada por serbios, croatas y eslovenos, y la reorganización del país según el modelo federal. La proclama, primera abiertamente contraria a la dictadura, recibió el respaldo de otras importantes formaciones políticas.
Por su protesta, fue arrestado nuevamente el 31 de enero de 1933 y en abril condenado a tres años de cárcel por traición; fue liberado a la muerte del monarca en 1934 (asesinado por terroristas croatas y mecedonios en Marsella) por el nuevo presidente del Gobierno Bogoljub Jevtić (22 de diciembre de 1934). Anteriormente, en el verano de 1934, las autoridades ya le habían trasladado de Sremska Mitrovica a un hospital cerca de Zagreb por su delicada salud. Maček, por su parte, había abandonado su anterior oposición total a las conversaciones con el rey. El rey, a través de Ivan Šubašić, había prometido al político croata su liberación y la concesión de una autonomía real a las banovinas a su regreso de Francia.

### Evolución del partido bajo Maček
Durante la dictadura real, el Partido Campesino encabezado por Maček evolucionó hacia posturas más conservadoras, proceso que ya había comenzado durante la presidencia de Stjepan Radić pero que en los años treinta se aceleró. Los políticos de la burguesía croata, incapaces de resistir el avance del Partido Campesino, que barrió a sus formaciones —antaño tan influyentes en la política croata de antes de la guerra gracias al censo restringidísimo— en las sucesivas elecciones, fueron infiltrándose en el Partido Campesino, copando puestos de relevancia. Mientras Maček mantenía los intereses de los campesinos y las reformas sociales como fundamentales, creció un ala más conservadora, interesada más en el discurso puramente nacionalista que en el antiguo agrario y reformista.
El partido se convirtió en una alianza inestable entre demócratas agrarios y burgueses reaccionarios. Maček, aún contando con el respaldo mayoritario del partido, nunca se decidió a purgarlo de su ala más conservadora.
Finalmente el objetivo del partido se convirtió no en lograr la reforma política del régimen, sino en conseguir la autonomía para los territorios de población croata, al contrario que sus aliados de mediados de la década de 1930, que anteponían la democratización a cualquier reforma territorial.

## La regencia
Tras su liberación a la muerte del rey, declaró que su objetivo era transformar el país del centralismo dominado por los serbios en un nuevo Estado en el que los croatas volviesen a ser considerados una nación autónoma mediante la federalización del país. La idea resultó popular entre los croatas y el partido de Maček recibió un gran apoyo entre todas las clases sociales e ideologías, tanto en Croacia como en Voivodina.
En las elecciones de 1935, fraudulentas y con numerosos incidentes, logró un gran apoyo para su coalición de partidos opositores, aunque no vencer al partido gubernamental del primer ministro. Considerado un revés para este, el regente pronto lo sustituyó por el ministro de Economía, Milan Stojadinović. Tras seis años de dictadura real, los primeros signos de liberalización hicieron que se concentrase en reforzar al diezmada organización del partido. Al frente del único partido croata tolerado por las autoridades, se convirtió en la cabeza del movimiento a favor de la reorganización estatal en una federación.
| Elecciones (11-12-1938) % de votos |
| |
| Según Rothschild, p .257. GOB Partido gubernamental (306 escaños) OPO Partidos de oposición unida (67 escaños) LJO Lista de Ljotić (0 escaños) |

En 1936 creó unas milicias ilegales, la «Defensa Campesina Croata» (en las zonas rurales) y la «Defensa Civil Croata» (en las ciudades). Estas era unas de las varias unidades paramilitares que existían en el país y se crearon para oponerse a los chetniks serbios y a los ustachas. Ese mismo año, el Gobierno legalizó algunas de las organizaciones dependientes del HSS.
Tras los intentos fallidos de acercamiento ideados por el ministro del Interior, el esloveno Anton Korošec, que planteó la firma de un concordato como forma de ganarse a los católicos croatas, Maček logró alcanzar un acuerdo con amplios sectores de los partidos opositores yugoslavos, que acordaron trabajar para lograr la vuelta a la democracia y la resolución del «problema croata». Encabezó durante este periodo la «Oposición Unida», alianza de los Campesino Croatas, los Demócratas Independientes serbocroatas y los Agrarios y Demócratas serbios.
Con esta postura favorable a las reformas democráticas Maček consiguió una gran popularidad en gran parte del país. En una visita a los dirigentes serbios aliados, fue recibido por 50 000 personas en la estación de Belgrado, que le vitorearon.
Aunque su coalición perdió las elecciones de 1938 (no democráticas), en parte gracias a la presión del Gobierno en las regiones serbias y a la compra del apoyo de las minorías del país, el deseo del regente de alcanzar un acuerdo con los opositores ante la complicada situación internacional, que requería una solución de los problemas políticos internos del país, y la negativa de Maček a dialogar con el primer ministro Milan Stojadinović forzaron la salida de éste.
El regente nombró entonces (5 de febrero de 1939) a un nuevo primer ministro, Dragiša Cvetković, político Radical, miembro de la J.R.Z, antiguo alcalde de Niš y organizador de los detestados sindicatos verticales oficiales (Jugoras). El nuevo presidente del Gobierno, hombre de limitada capacidad, era en realidad un hombre de paja del regente. Carente, sin embargo, de un historial relevante entre los partidarios de la dictadura o del anterior primer ministro, fue aceptado como interlocutor por la oposición encabezada por Maček. Su tarea era lograr un acuerdo con los representantes croatas.
Ante el empeoramiento de la situación internacional, la anexión de Austria por Alemania, la adquisición de los sudetes checoslovacos y la ocupación final de Bohemia y Moravia que supuso el fin de la aliada Checoslovaquia en marzo, el regente urgió a Cvetković a iniciar conversaciones con la oposición, que comenzaron en abril.
Maček mantuvo tres vías abiertas: negociaciones secretas con Mussolini sobre un posible apoyo de Italia a la independencia de Croacia, una alianza con los partidos serbios de oposición para lograr un régimen democrático y sus negociaciones con el Gobierno del regente para lograr las aspiraciones nacionalistas croatas. Mientras negociaba continuó con sus declaraciones incendiarias y sus marchas de protesta como medidas de presión al régimen.
La base de las negociaciones era la definición de las fronteras de una Croacia autónoma y las competencias del futuro Gobierno autónomo, sin que se hablase de reformas democráticas a nivel estatal. Esto suponía un abandono parcial por parte de Maček de sus aliados serbios. Maček dudaba pero, ante la agudización de la situación en el exterior y la oposición del regente y de Korošec a considerar reformas democráticas, accedió a parlamentar. Las conversaciones fracasaron temporalmente, pero fueron retomadas y finalmente se logró un acuerdo (Sporazum) el 26 de agosto de 1939, a menos de una semana del estallido de la Segunda Guerra Mundial.
Mientras que Maček abandonaba a su suerte a sus aliados serbios a cambio de un acuerdo fundamentalmente territorial, el regente se deshacía de sus escasos partidarios croatas.

### Acuerdo y entrada en el Gobierno

Mapa de las provincias de Yugoslavia entre 1929 y 1941. En rojo las fronteras de la nueva Banovina de Croacia surgida del Sporazum del verano de 1939.

Maček logró este acuerdo con el primer ministro Cvetković por el que se creaba la Banovina de Croacia, una entidad con cierta autonomía que englobaba la actual Croacia y parte de lo que hoy forma Bosnia y Herzegovina. En total, la nueva unidad administrativa incluía al 28,6 % de la población del reino (4,4 millones de personas) y el 26,6 % de su extensión. La población croata del territorio era el 77 % del total, contando con minorías serbias y bosnio-musulmanas. Ocupaba alrededor de un tercio del país y contaba con la misma proporción de la población total. La provincia tendría su propio parlamento autónomo y un gobernador nombrado por la corona y responsable ante ambos, pero no ante el Gobierno central.
HSS pasó a formar parte de un Gobierno de coalición en el que Maček fue nombrado vicepresidente del Gobierno de Yugoslavia y un correligionario suyo ocupó la cartera de Hacienda. Parte de la coalición opositora (Radicales Serbios y Demócratas), sin embargo, rechazó entrar en el Gobierno. Estos partidos, insatisfechos con el acuerdo logrado por Maček, le acusaron de haber «traicionado a la democracia serbia» y montaron una campaña de desprestigio contra él, exigiendo la misma autonomía para Serbia que la que había logrado Croacia, incluyendo la asignación de parte del territorio bosnio. Los ultranacionalistas croatas también denunciaron a Maček y el acuerdo, por insuficiente y contrario a su deseada independencia.
El apoyo general a Maček se disolvió. Mientras crecía la tensión entre nacionalistas, sus partidarios campesinos esperaban reformas inmediatas que habían aguardado durante años y que no llegaban a la celeridad que deseaban. El ala derecha del partido quedaba insatisfecha con el acuerdo seguía clamando por los derechos constitucionales croatas y Maček no se atrevió a romper con ellos. Los ustachas criticaron con dureza el pacto, que podía permitir la supervivencia del Estado que deseaban destruir y acusaron a Maček de haber traicionado el objetivo independentista. Los musulmanes bosnios, por su parte, se oponían a la división de Bosnia-Herzegovina.
El Parlamento fue disuelto para que se celebrasen nuevas elecciones, esta vez democráticas, tanto para este como para el nuevo parlamento croata autónomo, pero nunca llegaron a tener lugar. Las prometidas reformas socioeconómicas y políticas tampoco se llevaron a cabo, con la excusa de la situación internacional.
Tras el golpe de Estado del 27 de marzo de 1941 que acabó con la regencia, Maček sólo aceptó ingresar en el nuevo Gobierno del general Dušan Simović tras recibir garantías de este de que el nuevo gabinete trataría de apaciguar a Alemania, muy disgustada con la acción del Ejército, y mantendría el Sporazum. Esto sucedió tres días antes del ataque alemán. El mismo día del golpe, sin embargo, había aprobado el ingreso en el nuevo gabinete de ministros de su partido, mientras él mismo sospesaba la conveniencia de mantenerse en su puesto de vice primer ministro. Durante el periodo intermedio entre el golpe y su regreso al Gobierno, mantuvo diversos contactos con representantes alemanes para conocer la actitud de Berlín ante el golpe y el cambio de Gobierno, que le exigieron abstenerse de colaborar con Belgrado, sin éxito. El 3 de abril, rechazó la oferta alemana de crear un Estado croata independiente bajo tutela alemana. sex

## La guerra
Maček abandonó la capital yugoslava con el resto del Gobierno durante el bombardeo alemán del 6 de abril con el que comenzó la invasión. Al día siguiente presidió el consejo de ministros y sugirió que su correligionario Juraj Krnjević le pudiese sustituir en caso de ausencia o incapacidad. Maček ya había decidido días antes no abandonar el país en caso de invasión y que Krnjevic le reemplazase. La misma noche del día 7, dejó al gabinete en retirada y se trasladó a su granja de Kupinec, a donde llegó la mañana siguiente. De paso por Zagreb, había realizado una proclama a favor del mantenimiento de la disciplina y el orden y de la defensa del país.
La Banovina fue sometida junto con el resto de Yugoslavia en la veloz invasión del Eje. Considerado por los alemanes como perfecto caudillo títere de un nuevo estado, Maček recibió la oferta de convertirse en primer ministro del nuevo país. Dos veces la rechazó, convencido como pocos políticos croatas del momento de que el Eje acabaría perdiendo la guerra. Evitar en lo posible las penalidades de la guerra a los croatas se convirtió en su objetivo. A la vez que solicitaba a sus partidarios que colaborasen con el nuevo régimen de Ante Pavelić, enviaba un delegado (Juraj Krnjević) al Gobierno yugoslavo en el exilio en Gran Bretaña. Mientras, el ala más derechista del partido se pasó a los ustachas. El mismo día que las tropas alemanas entraban en Zagreb, el representante alemán, Veesenmayer había logrado su beneplácito para que el representante local de los ustachas, Slavko Kvaternik, tomase el poder en la ciudad, ya abandonada por las autoridades yugoslavas ante el avance alemán. Poco después Kvaternik, acompañado de Veesenmayer, proclamaba por radio el establecimiento del nuevo Estado Independiente de Croacia.
El propio Maček se retiró a su granja, abandonando la primera línea política.
La estrategia escogida por Maček fue contraproducente tanto para él como para su partido, que pasó fundamentalmente a un papel pasivo en la política croata. En octubre de 1941, fue detenido y enviado al campo de concentración de Jasenovac. Liberado del campo en marzo del año siguiente, fue confinado en su casa en Kupinec. Mientras, su partido se dividía: mientras parte se unían al movimiento fascista ustacha en el poder, otros se alistaban con los  partisanos de Tito. Maček, que se oponía con vehemencia a los primeros, no dejaba de desconfiar de los segundos y, cuando tomaron el poder en mayo de 1945, marchó al exilio junto con los restos de las tropas croatas y el Gobierno ustacha. Se instaló primero en Francia y más tarde en Estados Unidos.

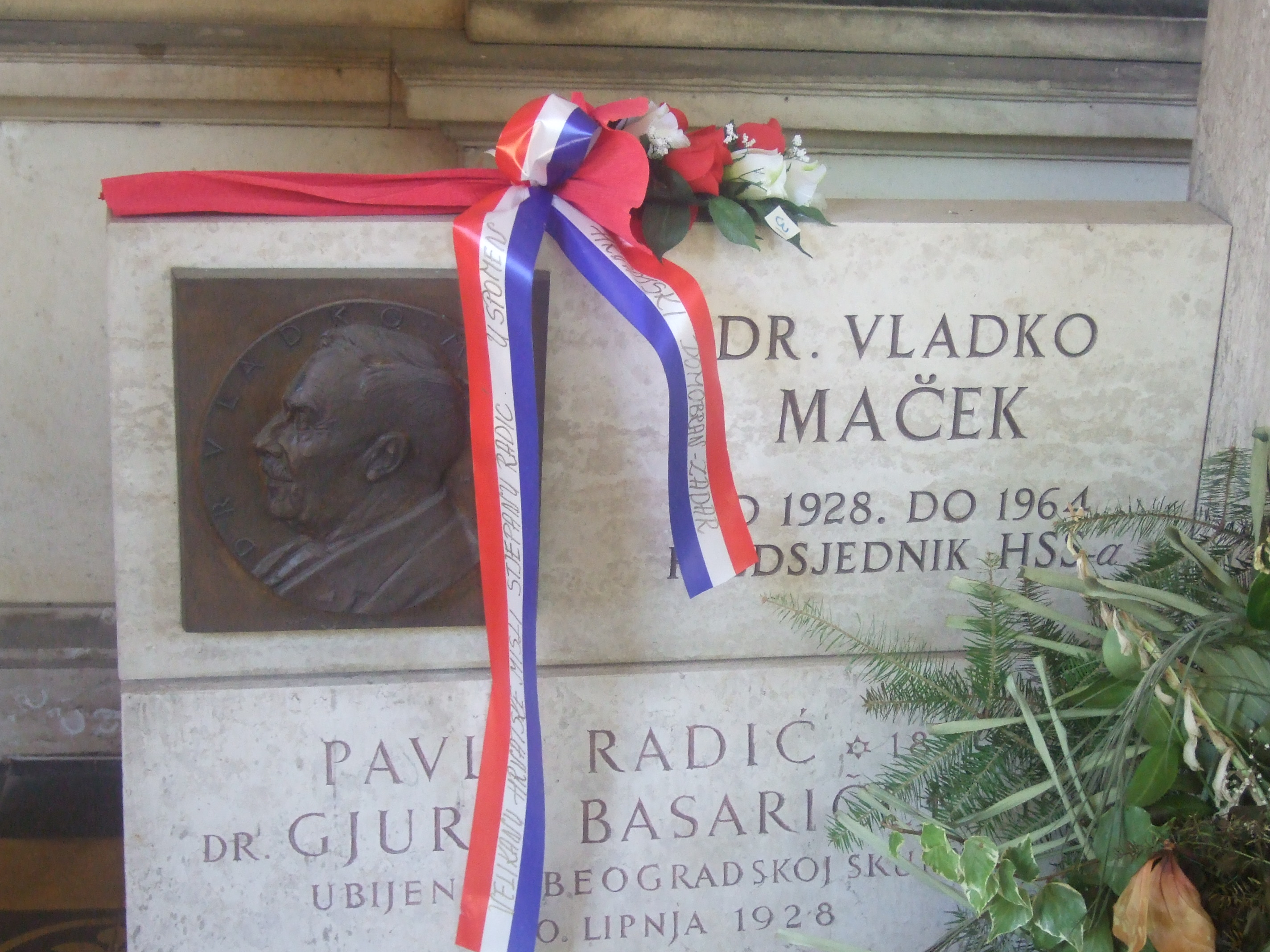
Placa en honor a Maček en el Arco del Partido Campesino en Mirogoj.

## Tras la guerra
Respetado aún en el exilio, se le ofreció dirigir a los numerosos emigrantes croatas, pero declinó. En el exilio presidió la Unión Campesina, alianza de los partidos campesinos prohibidos en Europa del Este tras la guerra mundial.
Murió en Washington D. C. el 15 de mayo de 1964. Sus restos fueron devueltos a Croacia en 1996 y enterrados en el cementerio de Mirogoj en Zagreb. Se le concedió la Gran Orden del Rey Dmitar Zvonimir póstumamente en 2004